# Fashwave
Fashwave ist eine rechtsextreme Subkultur, welche die Ästhetik der miteinander verwandten Musikgenres Vaporwave und Retrowave vereinnahmt. Erste Künstler und Tracks des Genres wurden 2015 auf YouTube und SoundCloud bemerkt.
Der Begriff ist zusammengesetzt aus Faschismus (Fash) und „Welle“ (Wave) und lehnt sich an andere Genrenamen wie Vaporwave und Retrowave an. Vom Vaporwave-/Retrowave-Trend wird der Kunststil und eine Nostalgie für die Vergangenheit übernommen. Doch statt der 1980er Jahre, die beim Original zurückgewünscht werden, geht es um eine Sehnsucht nach einer rechtsextrem konstruierten Vergangenheit mit soldatischem Männlichkeitskult. Fashwave wird der Alt-Right-Bewegung in den USA zugeordnet. Die Subkultur findet weltweit bei online-affinen Rechtsextremen Anklang, die sich selbst unter anderem als Neue Rechte bezeichnen.

## Merkmale
Typisch für Fashwave sind rechtsextreme Symbole wie die Schwarze Sonne oder das Hakenkreuz sowie Slogans, welche Moderne und Demokratie ablehnen. Es existieren Memes in Fashwave-Art, die sich positiv auf Donald Trump beziehen und als Trumpwave bezeichnet werden. Musikalisch unterscheidet sich Fashwave nur manchmal durch Samples mit faschistischen Parolen wie etwa aus Reden von Faschisten wie Hitler und Goebbels von seinem Vorbild Retrowave. Meist wird Musik des Retrowave-Subgenres Darksynth verwendet.

## Einfluss
Das Global Network on Extremism and Technology sieht in Fashwave ein Potenzial für Radikalisierung im Internet, während andere darauf verweisen, dass der Rekrutierungserfolg von Fashwave gering sei.

## Künstler
Bekannte Vertreter des Genres sind beispielsweise Cybernazi, Xurious oder Stormcloak.